# Garo Kahkedschijan

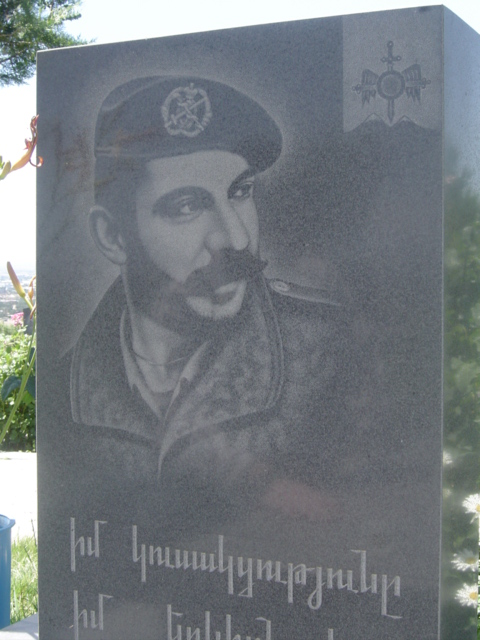
Garo Kahkedschijans Grab auf dem Militärfriedhof Yerablur

Garo Kahkedschijan (armenisch ԿարոՔահքեջյան; * 24. März 1962 in Aleppo, Syrien; † 26. Juni 1993 im Dorf Çardaqlı, Ağdərə (Mardakert), Republik Aserbaidschan) war ein armenischer Militärkommandeur im Bergkarabachkrieg Anfang der 1990er Jahre. Er galt als Gründer zugleich Befehlshaber der freiwilligen armenischen Einheit „Kreuzritter“ und war besser bekannt unter seinem Spitznamen „Der weiße Bär“.

## Biographie
Kahkedschijans Großvater Sahak (Kampfname „Aslan“) kämpfte Anfang des 20. Jahrhunderts gegen das Osmanische Reich in armenisch besiedelten Provinzen in Ostanatolien. Später war er persönlicher Leibwächter des armenischen Generals Drastamat Kanajan, der in den 1930er Jahren mit Hitlerdeutschland kollaborierte.
Nach seiner Schulausbildung in Aleppo zog Kahkedschijan mit seiner Familie nach Nigeria. 1978 ging er nach Deutschland und nahm an der Fachhochschule Frankfurt am Main (ab 2014 Die Frankfurt University of Applied Sciences) ein Studium des Maschinenbaus auf. Nach dem Abschluss zog er in die Stadt Fresno im US-Bundesstaat Kalifornien.
Nach dem verheerenden Erdbeben von Spitak 1988 kam Kahkedschijan zum ersten Mal nach Armenien. Dort beteiligte er sich an den Hilfeaktionen für die betroffenen Gemeinden und organisierte unter anderem Spendensammlungen.
Mit der Verschärfung militärischer Auseinandersetzungen zwischen Armenien und Aserbaidschan in der Bergkarabach-Region gründete Kahkedschijan das Freiwilligenbataillon „Kreuzritter“ und nahm an den Schlachten um die aserbaidschanischen Provinzen Xocavənd, Hadrut, Ağdərə, Laçın und Kəlbəcər teil. Er wurde am 26. Juni 1993 im Dorf Çardaqlı der Stadt Ağdərə von einem Scharfschützen getötet.
Kahkedschijans Grab befindet sich auf dem Militärfriedhof von Jerablur in Jerewan.